# Jean Nicolas
Jean Edouard Marie Nicolas (Nanterre, 9 de junio de 1913 - Nalliers, 8 de septiembre de 1978) fue un futbolista francés. 
Se desempeñaba en posición de delantero. Desarrolló su carrera en el FC Rouen jugando 159 partidos y marcando 195 goles en siete temporadas. Fue máximo goleador de la Ligue 1 en la temporada 1937-38 con 26 goles y de la Ligue 2 en 1934 (54 goles), 1935 (30 goles) y 1936 (45 goles). Además comparte con André Abegglen el récord de más goles anotados en un solo partido en el campeonato francés al marcar siete goles con el FC Rouen en un encuentro contra el Valenciennes Football Club celebrado el 1 de mayo de 1938 que finalizó 9-1.

## Selección nacional
Fue internacional con la selección de fútbol de Francia en veinticinco ocasiones entre 1933 y 1938, consiguiendo veintiún goles. Debutó con 19 años de edad en un partido contra la selección de fútbol de Austria y participó en el Mundial de 1934 y 1938.

## Clubes
| Club     | País    | Año         |
| -------- | ------- | ----------- |
| FC Rouen | Francia | 1932 - 1939 |

## Palmarés

### Campeonatos nacionales
| Título  | Club     | País    | Año  |
| ------- | -------- | ------- | ---- |
| Ligue 2 | FC Rouen | Francia | 1936 |